# Гремячево (Удмуртия)
Гремячево — деревня в Каракулинском районе Удмуртии. Входит в состав Кулюшевского сельского поселения.

## География
Деревня расположена на юго-востоке республики на расстоянии примерно в 15 километрах по прямой к северо-западу от районного центра Каракулино.
Часовой пояс
Деревня Гремячево как и вся Удмуртия, находится в часовой зоне МСК+1. Смещение применяемого времени относительно UTC составляет +4:00.

## Население
| 2010 | 2012 |
| ---- | ---- |
| 99   | ↘93  |

Национальный состав
Согласно результатам переписи 2002 года, русские составляли 80 % из 138 чел..